# Naturpark Bautzen

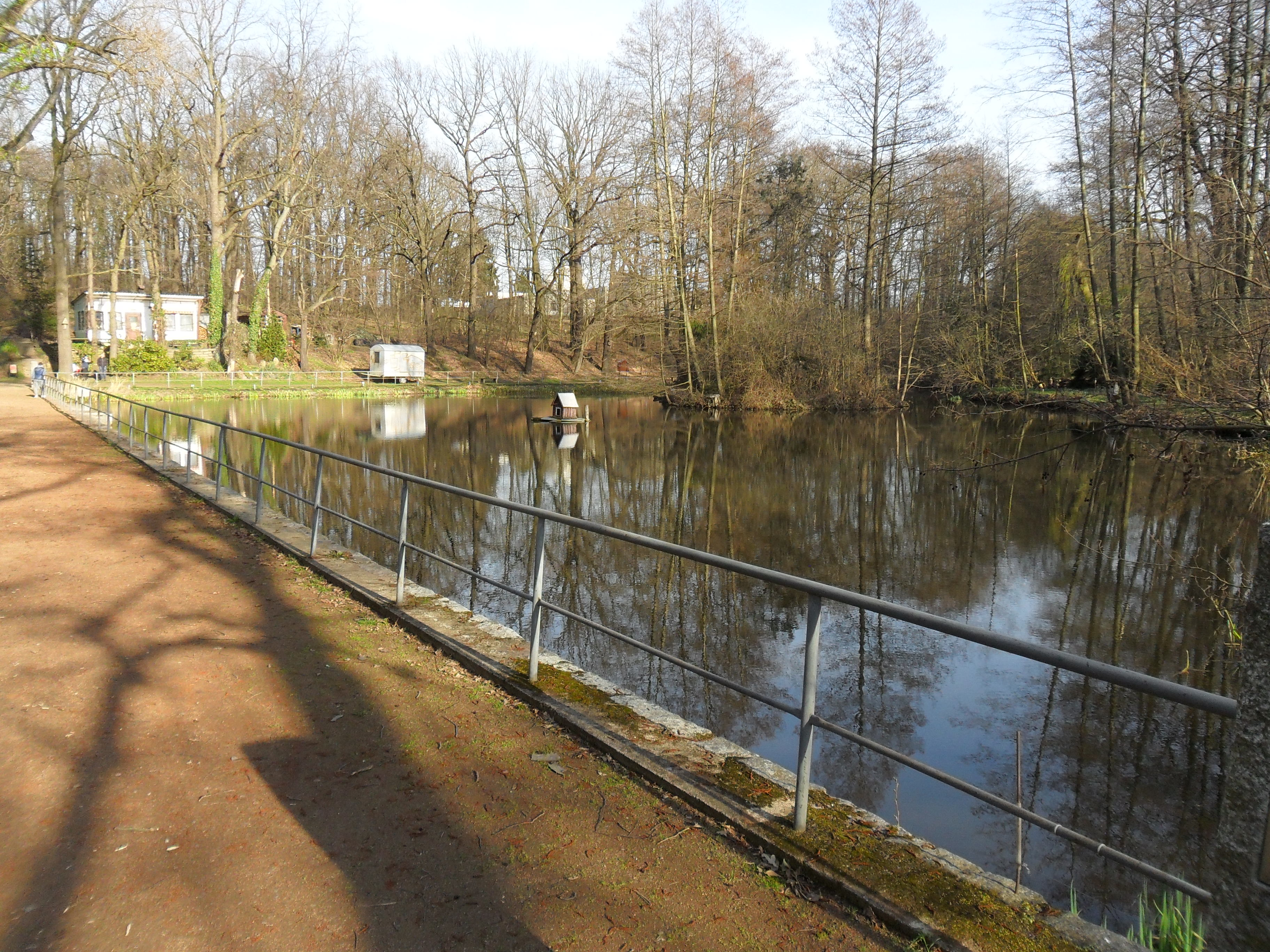
Die zentrale Teichanlage im Naturpark Bautzen.

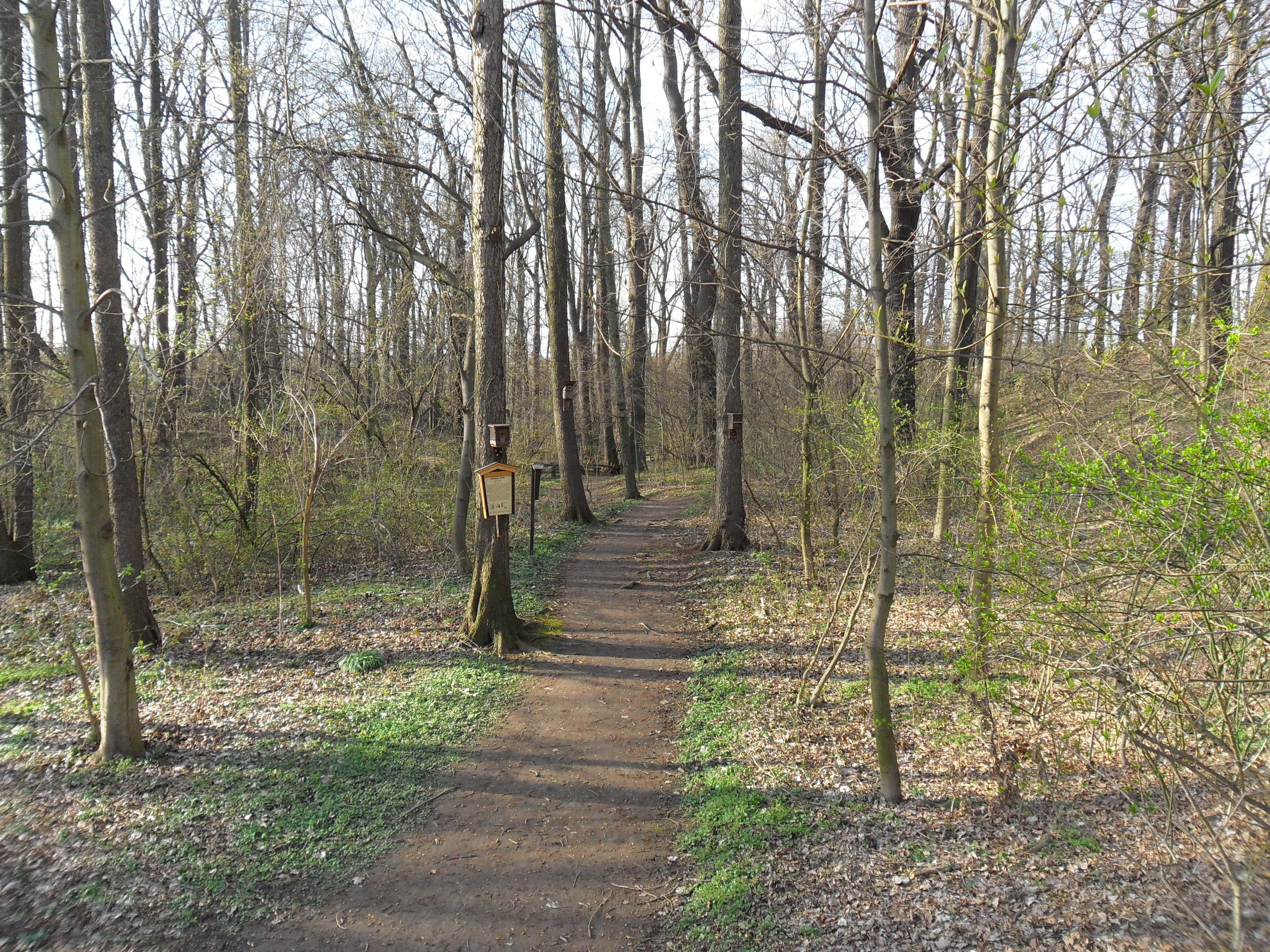
Ein Hauptweg mit naturnaher Vegetation

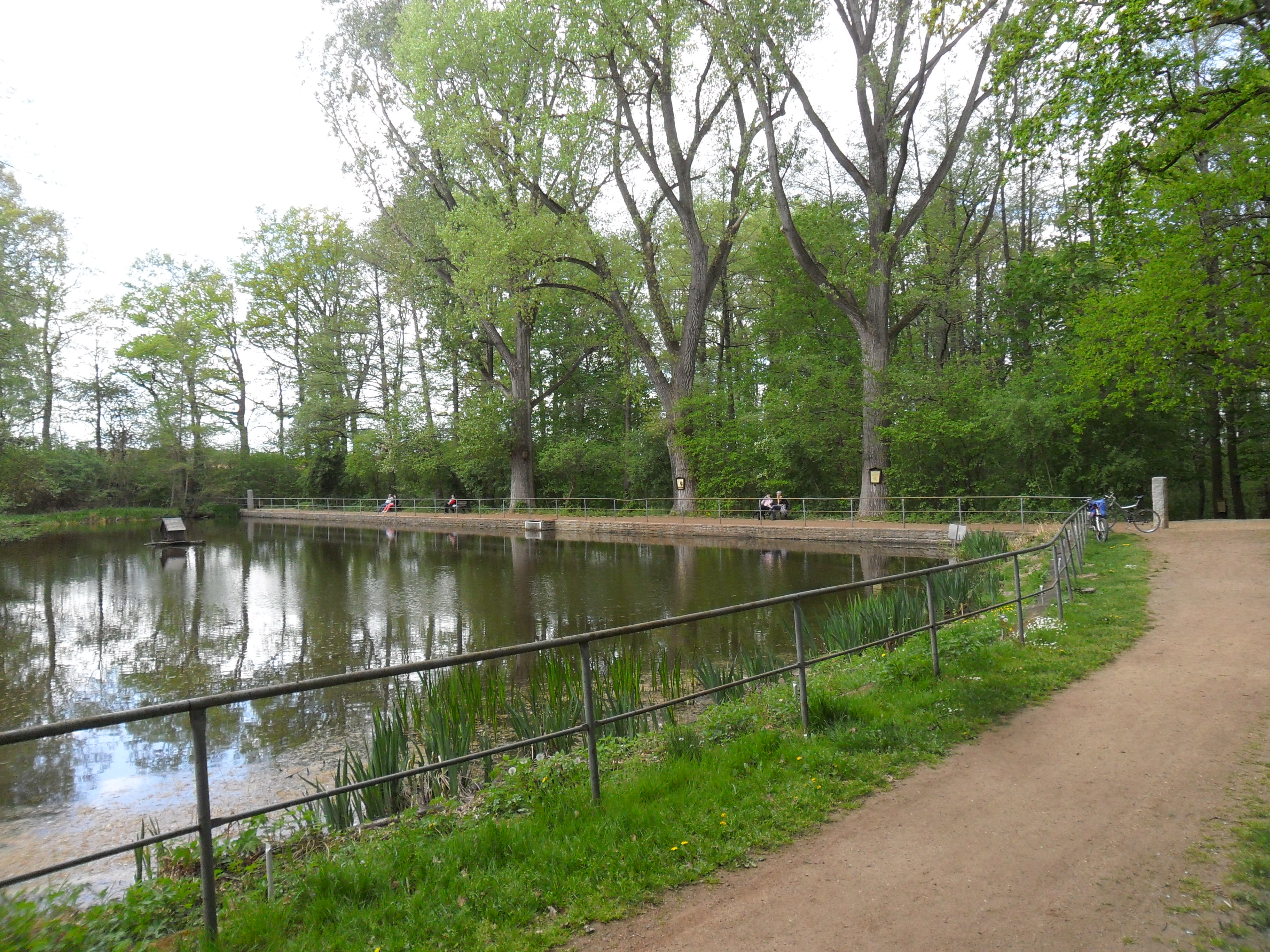
Staumauer

Der Naturpark Bautzen befindet sich im Südosten des Stadtgebietes von Bautzen. Er ist nicht auf das Wirken eines Gartenkünstlers zurückzuführen und deswegen kein Park im eigentlichen Sinne. 

## Geschichte
Der nicht mit der Schutzgebietskategorie Naturpark zu verwechselnde Park ist in seiner Topographie eine landwirtschaftliche Grenzfläche mit dem Charakter eines Bachtalwaldes und wurde deshalb ab 1900 von der Bevölkerung der ostwärts wachsenden Stadt als öffentliche Freianlage genutzt. Der entscheidende Schritt zum Ausflugsziel wurde aber erst 1913 mit dem Bau des Wirtshauses und der Anlage des Teiches, wie historische Karten belegen, getan. Es liegt nahe, dass der Bau des Teiches mit Hilfe von staatlichen Regulierungsmaßnahmen für Gewässer finanziert und realisiert wurde. Die Hochwasserschäden der Spree in den Jahren 1860 und 1897 könnten den Ausschlag dafür gegeben haben.
Mithilfe einer Staumauer wurde das Binnewitzer Wasser angestaut, der entstandene Teich wurde anfänglich als Badeanstalt genutzt. Die Nutzung als Gondelteich dauerte länger an. Nach der völligen Verwahrlosung begann man 1984 mit der Instandsetzung der Teichanlagen.
Eine wechselvolle Geschichte erlebte auch das Wirtshaus im Naturpark. So wurde es von 1922 bis 1927 als Notversorgung für die Quäker und ab 1933 als Kinderheim genutzt. 1945 bezogen Teile der Deutschen Fliegerstaffel in den Gebäuden des Gasthauses Quartier. Die Ackerflächen östlich des Naturparks dienten als Rollfeld. Nach Kriegsende wurden die Gebäude erneut als Kinderheim genutzt. 1958 konnte das Wirtshaus wiedereröffnet werden. In diesem Zuge bereicherte man das Freizeitangebot im Naturpark um einen Kinderspielplatz und ein Tiergehege.
In den 1980er und 1990er Jahren wurde der Naturpark zunehmend dem Verfall und der Verwahrlosung preisgegeben. Nach der politischen Wende 1989 wurde die Stadt Bautzen Eigentümer des Naturparks. Aber erst im August 1998 wurde die Gaststätte im Naturpark wiedereröffnet. Dadurch rückten auch die Flächen im Kerbtal des Binnewitzer Wassers wieder vermehrt ins öffentliche Interesse.
Die Stadt Bautzen unternahm verschiedene Versuche, das Gebiet des Naturparks wieder zu beleben. 
In den Jahren 2003/04 konnte auf der Grundlage einer Diplomarbeit die Neukonzeption des Naturparks realisiert werden.

## Neugestaltung

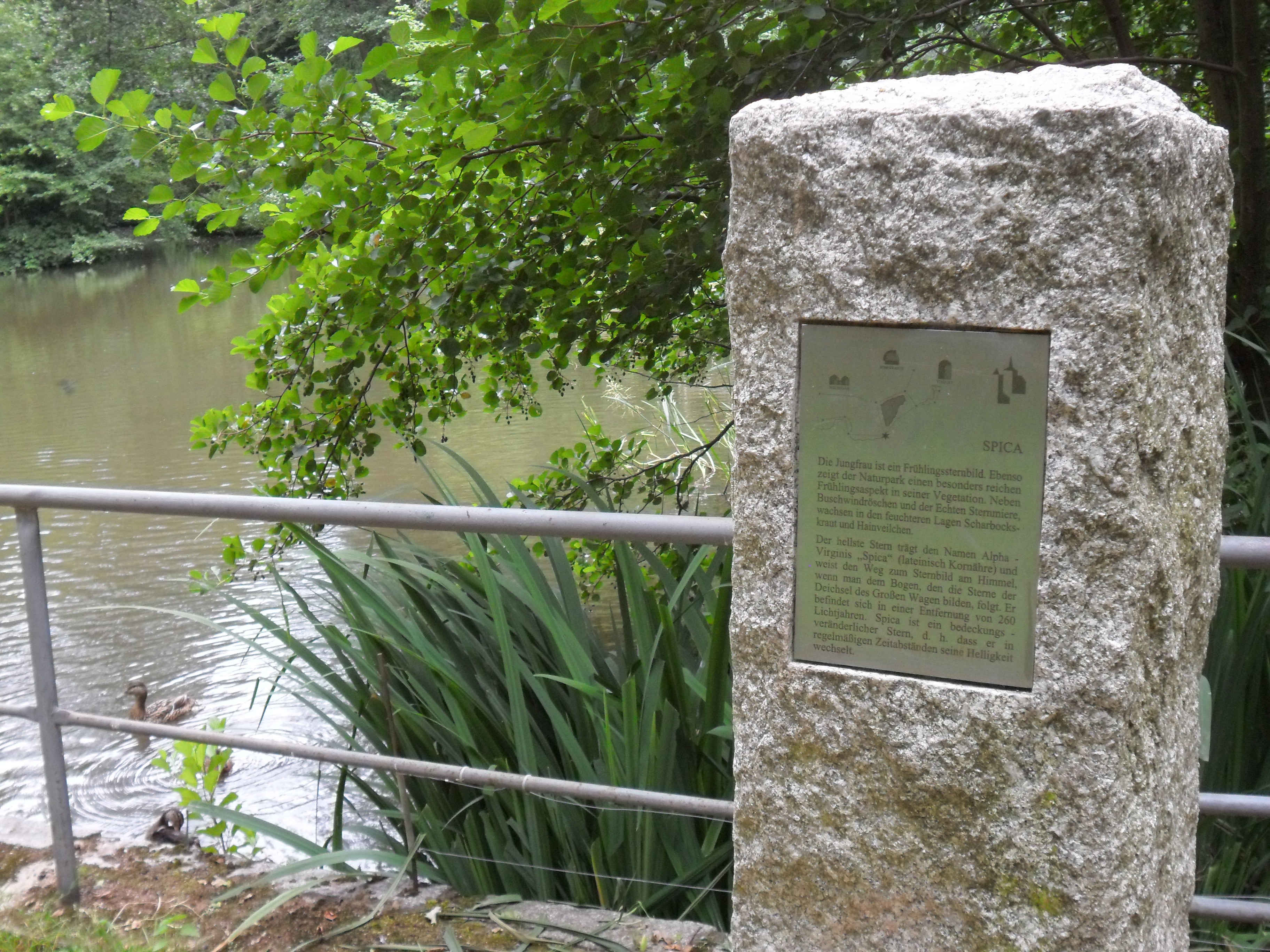
Granitsäule

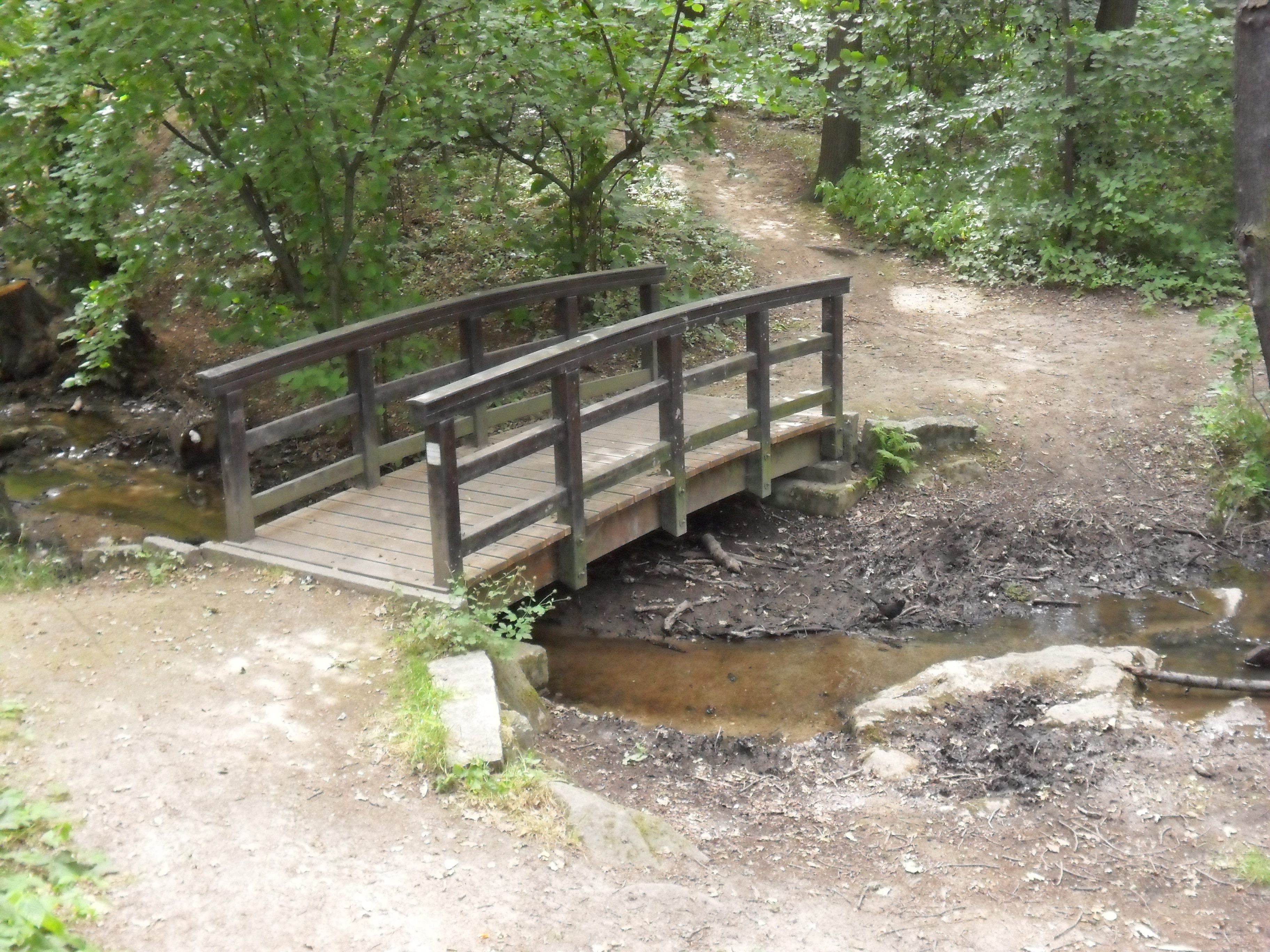
Holzbrücke

Im Vordergrund für die Gestaltung stand die einträgliche Verknüpfung der Nutzung für Erholung und Freizeit mit den Belangen des Naturschutzes.
Themengebend für die Gestaltung war unter anderem die angrenzende Schulsternwarte „Johannes Franz“. Die Hauptwege des Naturparks entsprechen in ihrer Gestalt in etwa dem Sternbild der Jungfrau. Granitsäulen symbolisieren die einzelnen Sterne im Sternbild.
Mit dieser sparsamen Entwicklung wurde in erster Linie Rücksicht auf die ausgesprochen naturnahe Vegetation genommen. Der Neubau der Brücken über das Binnewitzer Wasser ermöglicht es dem Besucher wieder, einen stadtnahen Naturraum zu erleben.